# Rivière l'Ormière
Pour les articles homonymes, voir Ormière.
La rivière l'Ormière est un affluent de la rivière Maskinongé, traversant les municipalités de Saint-Justin et de Maskinongé, dans la municipalité régionale de comté (MRC) de Maskinongé, dans la région administrative de la Mauricie, au Québec (Canada).
Le cours de la rivière l'Ormière coule sur 0,8 km en zone forestière, puis vers le sud-est en zone agricole. Dans la partie supérieure de son cours, la route Gagné longe le côté nord-est et la route Duchesnay le côté sud-ouest ; de nombreuses résidences et bâtiments de fermes sont aménagés le long de ces deux routes.

## Géographie
La rivière l'Ormière prend sa source d'un petit lac sans nom (altitude : 143 m) du côté nord-ouest de la route Gagné et du côté nord-ouest du hameau Gérin. Cette source est située à :
- 0,9 km à l'ouest du chemin de fer ;
- 4,0 km au nord-ouest du pont du village de Saint-Justin ;
- 2,1 km au sud-est de la rivière Maskinongé.

À partir de sa source, la rivière l'Ormière coule sur 11,7 km selon les segments suivants :
- 0,9 km vers le sud-est, jusqu'au pont de la route Duchesnay ;
- 1,0 km vers le sud-est, jusqu'au pont de la route Grimard ;
- 2,5 km vers le sud-est, jusqu'au pont de la route Gérin ;
- 3,2 km (ou 2,3 km en ligne directe) en serpentant vers le sud-est, jusqu'à la limite de Maskinongé ;
- 0,4 km vers le sud-est, jusqu'au pont de la route du Pied-de-la-Côte ;
- 3,5 km vers le sud-est, jusqu'au pont de la route 138 ;
- 0,2 km vers le sud-est, jusqu'à la confluence[2].

La "rivière l'Ormière" se déverse dans un coude de rivière sur la rive ouest de la rivière Maskinongé, du côté sud-est de la route 138. Cette confluence est située à :
- 2,0 km au sud-est du pont routier du village de Maskinongé ;
- 2,3 km au nord-ouest de l'autoroute 40 ;
- 5,0 km au sud-est de la rivière Maskinongé.

## Toponymie
Le terme Ormière se réfère à un patronyme de famille d'origine française.
Le toponyme rivière l'Ormière a été officialisé le 5 décembre 1968 à la Commission de toponymie du Québec